# Matt Walsh (attore)
Matt Walsh, all'anagrafe Matthew Paul Walsh (Chicago, 13 ottobre 1964), è un attore, comico, sceneggiatore e regista statunitense.
È noto soprattutto come cofondatore della compagnia di improvvisazione comica Upright Citizens Brigade e come interprete del personaggio di Mike McLintock nella serie televisiva di HBO Veep - Vicepresidente incompetente.

## Biografia
In ambito cinematografico, Walsh ha recitato in molti dei film del regista Todd Phillips: Road Trip, Old School, Starsky & Hutch, Scuola per canaglie, Una notte da leoni e Parto col folle. Tra gli altri film in cui ha recitato vi sono Fratellastri a 40 anni, Role Models, Cyrus, Ted, Botte di fortuna, Into the Storm e Life of the Party - Una mamma al college. Inoltre ha diretto e sceneggiato due lungometraggi, High Road nel 2011 e A Better You nel 2014.
Walsh ha fondato, insieme a Matt Besser, Amy Poehler e Ian Roberts, una compagnia di improvvisazione comica dal nome "Upright Citizens Brigade". Insieme, i quattro comici hanno ideato, sceneggiato e interpretato un'omonima serie televisiva, trasmessa dal 1998 al 2000 su Comedy Central, per un totale di 30 episodi.
Dal 2012 Walsh fa parte del cast principale della serie di HBO Veep - Vicepresidente incompetente, nella quale interpreta il direttore delle comunicazioni Mike McLintock. Tra le altre serie televisive in cui ha recitato vi sono Dog Bites Man (da lui anche co-ideata e co-sceneggiata), Human Giant, Players (da lui ideata), Hung - Ragazzo squillo e Outsourced.

## Vita privata
È il quarto di sette figli di Dick e Audrey Walsh. Dal 2006 è sposato con la moglie Morgan da cui ha avuto tre figli: Jude, Emmet e Celia.

## Filmografia parziale

### Attore

#### Cinema
- Tomorrow Night, regia di Louis C.K. (1998)
- Talent, regia di Joe Lamirand (1998)
- Fatty Drives the Bus, regia di Mick Napier (1999)
- Road Trip, regia di Todd Phillips (2000)
- Martin & Orloff, regia di Lawrence Blume (2002)
- Old School, regia di Todd Phillips (2003)
- Death of a Dynasty, regia di Damon Dash (2003)
- Babbo bastardo (Bad Santa), regia di Terry Zwigoff (2003)
- Pushing Tom, regia di Jonathan Appel (2003)
- Starsky & Hutch, regia di Todd Phillips (2004)
- Fuga dal Natale (Christmas with the Kranks), regia di Joe Roth (2004)
- Scuola per canaglie (School for Scoundrels), regia di Todd Phillips (2006)
- Wild Girls Gone, regia di John Ennis (2007)
- Be Kind Rewind - Gli acchiappafilm (Be Kind Rewind), regia di Michel Gondry (2008)
- Semi-Pro, regia di Kent Alterman (2008)
- Drillbit Taylor - Bodyguard in saldo (Drillbit Taylor), regia di Steven Brill (2008)
- Fratellastri a 40 anni (Step Brothers), regia di Adam McKay (2008)
- Lower Learning, regia di Mark Lafferty (2008)
- Role Models, regia di David Wain (2008)
- Happy Birthday, Harris Malden, registi vari (2008)
- Mystery Team, regia di Dan Eckman (2009)
- I Love You, Man, regia di John Hamburg (2009)
- Una notte da leoni (The Hangover), regia di Todd Phillips (2009)
- La concessionaria più pazza d'America (The Goods: Live Hard, Sell Hard), regia di Neal Brennan (2009)
- May the Best Man Win, regia di Adam Fleischhacker (2009)
- Breast Picture, regia di Jonathan Smith (2010)
- Cyrus, regia di Jay Duplass e Mark Duplass (2010)
- Cherry, regia di Jeffrey Fine (2010)
- Freak Dance, regia di Matt Besser e Neil Mahoney (2010)
- Parto col folle (Due Date), regia di Todd Phillips (2010)
- Queens of Country, regia di Ryan Page e Christopher Pomerenke (2012)
- Free Samples, regia di Jay Gammill (2012)
- Ted, regia di Seth MacFarlane (2012)
- Botte di fortuna (The Brass Teapot), regia di Ramaa Mosley (2012)
- Coffee Town, regia di Brad Copeland (2013)
- Comic Movie (Movie 43), registi vari (2013)
- Hits, regia di David Cross (2014)
- Jason Nash Is Married, regia di Jason Nash (2014)
- Into the Storm, regia di Steven Quale (2014)
- Sex Ed, regia di Isaac Feder (2014)
- A Better You, regia di Matt Walsh (2014)
- Wild Oats, regia di Andy Tennant (2016)
- Duri si diventa (Get Hard), regia di Etan Cohen (2015)
- Bad Night, regia di Chris Riedell e Nick Riedell (2015)
- Ghostbusters, regia di Paul Feig (2016)
- The Do-Over, regia di Steven Brill (2016)
- Le spie della porta accanto (Keeping Up with the Joneses), regia di Greg Mottola (2016)
- La festa prima delle feste (Office Christmas Party), regia di Will Speck e Josh Gordon (2016)
- Other People, regia di Chris Kelly (2016)
- Brigsby Bear, regia di Dave McCary (2017)
- Life of the Party - Una mamma al college (Life of the Party), regia di Ben Falcone (2018)
- The Perfect Date, regia di Chris Nelson (2019)
- Press Play - La musica della nostra vita (Press Play), regia di Greg Björkman (2022)
- Il padre della sposa - Matrimonio a Miami (Father of the Bride), regia di Gary Alazraki (2022)
- You People, regia di Kenya Barris (2023)
- Suncoast, regia di Laura Chinn (2024)
- Mr. Morfina (Novocaine), regia di Dan Berk e Robert Olsen (2025)

#### Televisione
- Comic Cabana – serie TV, episodi sconosciuti (1997)
- Apt. 2F – serie TV, 2 episodi (1997)
- Upright Citizens Brigade – serie TV, 30 episodi (1998-2000)
- Expeditions to the Edge – serie TV, 1 episodio (2004)
- Cheap Seats: Without Ron Parker – serie TV, 1 episodio (2004)
- Arrested Development - Ti presento i miei (Arrested Development) – serie TV, 1 episodio (2004)
- O'Grady – serie TV, 1 episodio (2004)
- Reno 911! – serie TV, 4 episodi (2004-2009)
- Dog Bites Man – serie TV, 9 episodi (2006)
- The Very Funny Show – serie TV, 2 episodi (2007)
- Human Giant – serie TV, 9 episodi (2007-2008)
- La peggiore settimana della nostra vita (Worst Week) – serie TV, 1 episodio (2008)
- The Sarah Silverman Program – serie TV, 1 episodio (2008)
- Little Britain USA – serie TV, 3 episodi (2008)
- Back on Topps – serie TV, episodi sconosciuti (2008-2009)
- UCB Comedy Originals – serie TV, 23 episodi (2008-2015)
- The League – serie TV, 1 episodio (2009)
- Party Down – serie TV, 1 episodio (2010)
- Players – serie TV, 10 episodi (2010)
- Community – serie TV, 1 episodio (2010)
- Childrens Hospital – serie TV, 2 episodi (2010)
- Pretend Time – serie TV, 1 episodio (2010)
- Lee Mathers, regia di Larry Charles – film TV (2010)
- Hung - Ragazzo squillo (Hung) – serie TV, 6 episodi (2010-2011)
- Outsourced – serie TV, 8 episodi (2010-2011)
- Jon Benjamin Has a Van – serie TV, 2 episodi (2011)
- NTSF:SD:SUV:: – serie TV, 2 episodi (2011-2013)
- Sketchy – serie TV, 1 episodio (2012)
- Happy Endings – serie TV, 1 episodio (2012)
- MyMusic – webserie, 1 webisodio (2012)
- Animal Practice – serie TV, 1 episodio (2012)
- Veep - Vicepresidente incompetente (Veep) – serie TV, 65 episodi (2012-2019)
- Parks and Recreation – serie TV, 1 episodio (2013)
- The Aquabats! Super Show! – serie TV, 1 episodio (2013)
- Addicts Anonymous – serie TV, 4 episodi (2013)
- Drunk History – serie TV, 2 episodi (2013-2014)
- Comedy Bang! Bang! – serie TV, 5 episodi (2013-2015)
- How I Met Your Mother – serie TV, 1 episodio (2014)
- Brooklyn Nine-Nine – serie TV, 1 episodio (2014)
- Hot in Cleveland – serie TV, 1 episodio (2015)
- Playing House – serie TV, 1 episodio (2015)
- Non sono ancora morta (Not Dead Yet) – serie TV, episodio 2x08 (2024)

### Doppiatore
- Escape from It's a Wonderful Life, regia di David Zieff – film TV (1996)
- Strangers with Candy – serie TV, 1 episodio (2000)
- Dante's Inferno, regia di Sean Meredith (2007)
- Aqua Teen Hunger Force – serie animata, 1 episodio (2009)
- Bob's Burgers – serie animata, 1 episodio (2014)
- Rick and Morty – serie animata, 1 episodio (2015)
- Star Trek: Lower Decks – seria animata, episodio 1x05 (2020)

### Sceneggiatore
- Escape from It's a Wonderful Life, regia di David Zieff – film TV (1996)
- Upright Citizens Brigade – serie TV, 30 episodi (1998-2000)
- Martin & Orloff, regia di Lawrence Blume (2002)
- Dog Bites Man – serie TV, 9 episodi (2006)
- Wild Girls Gone, regia di John Ennis (2007)
- Wainy Days – serie TV, 1 episodio (2008)
- High Road, regia di Matt Walsh (2011)
- UCB Comedy Originals – serie TV, 1 episodio (2013)
- A Better You, regia di Matt Walsh (2014)

### Regista
- Players – serie TV, 2 episodi (2010)
- High Road (2011)
- A Better You (2014)

## Doppiatori italiani
Nelle versioni in italiano delle opere in cui ha recitato, Matt Walsh è stato doppiato da:
- Pasquale Anselmo in Stursky & Hutch, Drillbit Taylor - Bodyguard in saldo, Veep - Vicepresidente incompetente, Manhunt, Il padre della sposa - Matrimonio a Miami
- Saverio Indrio in Fuga dal Natale, Scuola per canaglie
- Oliviero Dinelli in Old School, Semi-Pro
- Luciano Roffi in Ghostbusters, The Darkness
- Massimo Lodolo in Outsourced
- Roberto Certomà in Role Models
- Stefano Mondini in I Love You, Man
- Sergio Di Giulio in Una notte da leoni
- Francesco Cavuoto in Cyrus
- Gerolamo Alchieri in Ted
- Marco Mete in Comic Movie
- Simone Mori in Into the Storm
- Mauro Gravina in You People
- Ambrogio Colombo in Duri si diventa
- Franco Mannella ne Le spie della porta accanto
- Massimo De Ambrosis in The Perfect Date
- Stefano Thermes in Non sono ancora morta
- Antonio Palumbo in Mr. Morfina